# Tunis Open 2007
Il Tunis Open 2007 è stato un torneo di tennis facente parte della categoria ATP Challenger Series nell'ambito dell'ATP Challenger Series 2007. Il torneo si è giocato a Tunisi in Tunisia dal 30 aprile al 5 maggio 2007 su campi in terra rossa e aveva un montepremi di $125 000+H.

## Vincitori

### Singolare
Simone Bolelli ha battuto in finale  Andrei Pavel con il punteggio di 4–6, 7–6(4), 6–2

### Doppio
Łukasz Kubot /  Oliver Marach hanno battuto in finale  Marc-Fornell Mestres /  Lamine Ouahab con il punteggio di 6–2, 6–2